# Diploma előtt
A Diploma előtt (eredeti cím: The Graduate) 1967-es amerikai romantikus filmvígjáték, amelyet Mike Nichols rendezett. A forgatókönyvet Buck Henry és Calder Willingham írta, Charles Webb 1963-as A nagykorú című regénye alapján, aki nem sokkal a Williams College elvégzése után írta meg azt. A főbb szerepekben Anne Bancroft, Dustin Hoffman és Katharine Ross látható.
1967. december 21-én került a mozikba, általánosságban kritikai elismerést ért el és kasszasikert aratott 104,9 millió amerikai dolláros bevétellel, és 1967 legnagyobb bevételt elért filmje lett világszerte. Az inflációval kiigazítva a film bevétele 815 millió dollár, amivel minden idők 23. legnagyobb bevételt hozó filmje Észak-Amerikában. A 40. Oscar-díjátadón hét jelölést kapott, köztük a legjobb filmnek járó díjat, és elnyerte a legjobb rendezés díját is. 1996-ban a Diploma előtt című filmet „kulturális, történelmi vagy esztétikai szempontból jelentős” alkotásként beválasztották az amerikai nemzeti filmnyilvántartásba. Az Amerikai Filmintézmény minden idők 17. legjobb amerikai filmjeként tartja számon.

## Cselekmény
Amikor a 21 éves Benjamin Braddock hazatér a főiskoláról, szülei diplomaosztó partit rendeznek neki. Az éjszakának végén megkérik, hogy vigye haza Mrs. Robinsont, apja ügyvédi partnere feleségét.
Amikor a nő behívja a házba, sikertelenül megpróbálja elcsábítani a nagyon izgatott Benjamint. Néhány nappal később a fiú elfogadja a nő ajánlatát, és egy szállodában találkoznak, ahol viszonyt kezdenek.
A cselekmény furcsa fordulatot vesz, amikor Benjamin apjának és Mr. Robinsonnak köszönhetően randevúzik Robinsonék lányával, Elaine-nel. Benjamin kezd beleszeretni Elaine-be, de amikor a lány rájön, hogy viszonya van az anyjával, románcuk örvénybe fordul.

## Főbb szereplők
| Szerep            | Színész          | Magyar hang        | Magyar hang    |
| Szerep            | Színész          | 1. szinkron (1975) | 2. szinkron    |
| ----------------- | ---------------- | ------------------ | -------------- |
| Mrs. Robinson     | Anne Bancroft    | Ronyecz Mária      | Martin Márta   |
| Benjamin Braddock | Dustin Hoffman   | Fazekas István     | Fazekas István |
| Elaine Robinson   | Katharine Ross   | Kánya Kata         |                |
| Mr. Braddock      | William Daniels  | Somogyvári Rudolf  |                |
| Mr. Robinson      | Murray Hamilton  | Inke László        |                |
| Mrs. Braddock     | Elizabeth Wilson | Mednyánszky Ági    |                |
| Hotelportás       | Buck Henry       | Perlaki István     |                |
| Carl Smith        | Brian Avery      | Gyabronka József   |                |
| Mr. McGuire       | Walter Brooke    | Dobránszky Zoltán  |                |
| Mr. McCleery      | Norman Fell      | Pusztai Péter      |                |
| Mrs. Singleman    | Alice Ghostley   | Schubert Éva       |                |
| Miss DeWitte      | Marion Lorne     |                    |                |
| Lakó              | Richard Dreyfuss |                    |                |

## Gyártás
A film elkészítése nehéz volt Nichols számára, aki bár sikeres Broadway-rendezőként volt ismert, Hollywoodban még mindig ismeretlen volt. Lawrence Turman producer, aki csak Nichols rendezését szerette volna, folyamatosan elutasította a finanszírozást. Ezután felvette a kapcsolatot Joseph E. Levine producerrel, aki azt mondta, hogy finanszírozza a filmet, mivel Nicholsszal már dolgozott együtt a The Knack című színdarabban, és mert hallotta, hogy Elizabeth Taylor kifejezetten azt akarta, hogy Nichols rendezhesse neki és Richard Burtonnak.
Mivel a finanszírozás biztosított volt, Nichols Buck Henryt javasolta forgatókönyvírónak, habár Henry is főleg improvizációs komédiákban szerzett tapasztalatot, és nem volt írói háttere. Nichols azt mondta Henrynek: „Szerintem meg tudnád csinálni; úgy gondolom, hogy meg kellene csinálnod”. Nichols 150 000 dollárt kapott, de a nyereség 16%-át is megkapta.

## Megjelenés
A Diploma előtt kettős világpremierje 1967. december 20-án volt New Yorkban, a Coronet Színházban és az 57. utcai Lincoln Művész Színházban. A nagyközönség számára 21-én.

### Médiakiadás
A filmet a 20th Century Fox Home Entertainment adta ki Blu-ray-en. A Diploma előtt című filmet a MGM Home Entertainment adta ki DVD-n.

## Fordítás
- Ez a szócikk részben vagy egészben  a   The Graduate című angol Wikipédia-szócikk fordításán alapul.  Az eredeti cikk szerkesztőit annak laptörténete sorolja fel. Ez a jelzés csupán a megfogalmazás eredetét és a szerzői jogokat jelzi, nem szolgál a cikkben szereplő információk forrásmegjelöléseként.